# Giles Fletcher il Giovane
Giles Fletcher, detto il Giovane per non confonderlo con Giles Fletcher il Vecchio (Londra, 1586 – Alderton, 1623), è stato uno scrittore scozzese.
Figlio di Giles Fletcher il Vecchio, nel 1610 pubblicò La vittoria e il trionfo di Cristo in paradiso e sulla terra dopo la morte, poema didascalico.